# Euparthenos apache
Euparthenos apache är en fjärilsart som beskrevs av Poling 1901. Euparthenos apache ingår i släktet Euparthenos och familjen nattflyn. Inga underarter finns listade i Catalogue of Life.